# Ronaldo Leite Pedrosa
Ronaldo Leite Pedrosa (Tombos, Minas Gerais) foi um jurista brasileiro.
Formado em Direito pela UERJ (1978), foi advogado, escrivão de polícia, defensor público, promotor de justiça e juiz de direito do estado do Rio de Janeiro, exercendo a magistratura a partir dos anos 90, tendo sido o titular da Vara Única da Comarca de Carmo e posteriormente da Vara Criminal e do Juizado Especial Criminal da Comarca de Nova Friburgo. Foi ainda representante do III Núcleo da Escola de Magistratura do Estado do Rio de Janeiro, diretor do Fórum de Nova Friburgo e diretor do 9º Núcleo da Corregedoria Geral de Justiça. Também exerceu as funções de juiz eleitoral em diversas ocasiões.
Lecionou História do Direito e Direito Processual Penal na Universidade Estácio de Sá. Fez doutorado em direito público na mesma instituição, tendo anteriormente obtido os títulos de Especialista em Docência do Ensino Superior, Especialista em História do Direito e Mestre em Direito Público (2004).
Faleceu no dia 24 de outubro de 2009, aos 54 anos, de infarto, na cidade de Nova Friburgo, no Estado do Rio de Janeiro.

## Livros publicados
- PEDROSA, Ronaldo Leite . Direito em História. 5. ed. Rio de Janeiro: Lumen Juris Ltda, 2006. v. 1. 422 p.
- PEDROSA, Ronaldo Leite . O Interrogatório Criminal como Instrumento de Acesso à Justiça Penal: Desafios e Perspectivas. 1. ed. Rio de Janeiro: Lumen Juris, 2005. v. 1. 204 p. [2]
- PEDROSA, Ronaldo Leite ; CARVALHO, L. G. G. C. ; FERRER, F. ; CHAGAS, F. C. ; BALDEZ, P. O. L. . Justa Causa Penal Constitucional. 1. ed. Rio de Janeiro: Lumen Juris, 2004. v. 1. 120 p. [3]
- PEDROSA, Ronaldo Leite . Juizado Criminal - Teoria e Prática. 1. ed. Rio de Janeiro: Lumen Juris Ltda, 1997. v. 1. 275 p. [4]